# آسونی
آسونی (به ایتالیایی: Asuni) یک کومونه در ایتالیا است که در استان اریستانو واقع شده‌است.

## خصوصیات
آسونی ۲۱٫۲ کیلومترمربع مساحت و ۴۱۶ نفر جمعیت دارد.